# Paușal
Paușal este un sistem de stabilire și de plată a sumelor datorate pentru o asigurare, o prestație de serviciu, un consum de energie electrică, de apă etc., care presupune fixarea cu aproximație a unei sume globale, în lipsa unei metode de măsurare individuală a consumului.